# Wilhelm Alexander Bergstrand

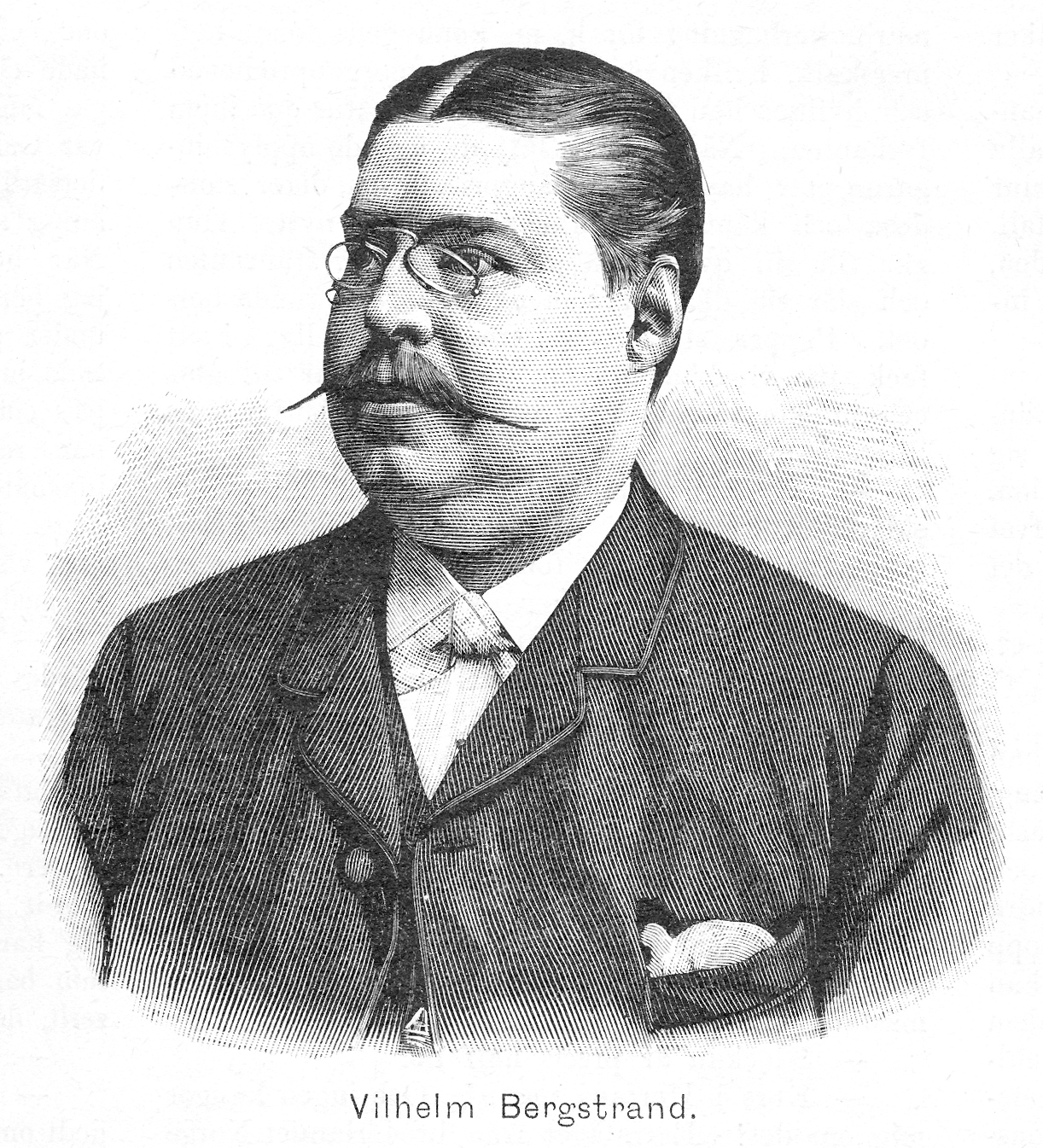
Vilhelm Bergstrand 1891.

Wilhelm Alexander Bergstrand, född 26 september 1850 och död 2 februari 1891, var en svensk författare och journalist. Han skrev under pseudonymerna Ivar Blå och Marcellus.
Bergstrand föddes i Västerås som son till stadskassören Johan Alexander Bergstrand och hans hustru Fredrica Eleonora Follkjern. Han blev student vid Uppsala universitet 1870, och avlade 1873 en juris kandidatexamen, varefter han ägnade sig åt journalistiken. Bergstrand debuterade 1874 i Nya Dagligt Allehanda med den uppseendeväckande artikelserien Den konstitutionella konflikten, vilken i likhet med andra av honom författade artikelserier senare utgavs i bokform (under pseudonymen Ivar Blå). Ännu större uppmärksamhet fick han med sin 1880 under pseudonymen Marcellus utgivna samling Politiska silhuetter, en rad ganska skarpa betraktelser av samtidspolitikens gestalter, främst med udden riktad mot det då härskande Lantmannapartiet. Under samma pseudonym, som han länge lyckades dölja sig bakom, utgav han även Silhuetter, Från 1881 års andra kammare, Det nya statsskickets politiska historia 1882, vilka dock bara utkom i sin första del. Artiklarna blev mycket populära. Han utgav även broschyrerna Den norska konflikten 1882 och Norska riksrättstragedien och unionen 1884. Den förra av dessa, i vilken författaren tämligen oförtäckt uppmanade kungen att med militärmakt ingripa mot Norge, väckte där stor förbittring och dess spridning förbjöds av norska regeringen.
Bergstrand, vars förbindelse med André Oscar Wallenberg ganska tydligt framgår i hans skrifter, blev 1880 styrelseledamot i Stockholms Enskilda Bank, en post han hade fram till sin död. Han hade då även, från Karl Adam Lindströms död 1885 varit huvudredaktör för Nya Dagligt Allehanda, vilken under hans ledning var ett utpräglat konservativt organ, men ändå relativt självständigt sådant.
Wilhelm Alexander Bergstrand var från 1876 första gången gift med grevinnan Alma Hedvig Christina Cronstedt och en andra gång från 1882 med Ida Catharina Christina Grundahl. De tre är begravda på Norra begravningsplatsen utanför Stockholm.